# Mistrovství světa v alpském lyžování 1997
34. Mistrovství světa v alpském lyžování proběhlo v termínu od 3. února do 15. února 1997 ve italské Sestriere.

## Medailisté

### Muži
| Soutěž      | Zlato                | Stříbro         | Bronz              |
| Sjezd       | Bruno Kernen         | Lasse Kjus      | ristian Ghedina    |
| Slalom      | Tom Stiansen         | Sébastien Amiez | Alberto Tomba      |
| Obří slalom | Michael von Grünigen | Lasse Kjus      | Andreas Schifferer |
| Super G     | Atle Skårdal         | Lasse Kjus      | Günther Mader      |
| Kombinace   | Kjetil André Aamodt  | Bruno Kernen    | Mario Reiter       |

### Ženy
| Soutěž      | Zlato                 | Stříbro             | Bronz              |
| Sjezd       | Hilary Lindh          | Heidi Zurbriggenová | Pernilla Wibergová |
| Slalom      | Deborah Compagnoniová | Lara Magoni         | Karin Roten        |
| Obří slalom | Deborah Compagnoniová | Karin Roten         | Leila Piccard      |
| Super G     | Isolde Kostnerová     | Katja Seizingerová  | Hilde Gergová      |
| Kombinace   | Renate Götschlová     | Katja Seizingerová  | Hilde Gergová      |

## Přehled medailí
| Pořadí         | Stát                   | Zlato | Stříbro | Bronz | Celkově |
| 1              | Norsko                 | 3     | 3       | -     | 6       |
| 2              | Itálie                 | 3     | 1       | 2     | 6       |
| 3              | Švýcarsko              | 2     | 3       | 1     | 6       |
| 4              | Rakousko               | 1     | -       | 3     | 4       |
| 5              | Spojené státy americké | 1     | -       | -     | 1       |
| 6              | Německo                | -     | 2       | 2     | 4       |
| 7              | Francie                | -     | 1       | 1     | 2       |
| 8              | Švédsko                | -     | -       | 1     | 1       |
| Medailové sady | Medailové sady         | 10    | 10      | 10    | 30      |